# WEA Records
WEA Records war ein deutsches Tonträgerunternehmen und existierte als Unternehmen von 1971 bis 2004.

## Geschichte
1971 war das Startjahr für die Tochtergesellschaft von Warner Music, WEA Records, in Deutschland und in Frankreich. Die deutsche Niederlassung bekam 1972 den Namen WEA Records. Der Name WEA stammt aus der Abkürzung der ursprünglich beteiligten amerikanischen Gründungsunternehmen Warner, Elektra und Atlantic. Später wurden Elektra und Atlantic von dem Schwesterlabel eastwest vermarktet, doch der Name WEA blieb.
Mit der Umstrukturierung des Unternehmens Warner Music Group Germany im Jahre 2004 wurden WEA und eastwest als eigenständige Labels aufgelöst, ihre Strukturen wurden von der bisherigen Muttergesellschaft Warner Music Group Germany übernommen. Fortan wurden alle Tonträger unter dem Namen Warner Music Group Germany vermarktet. WEA und eastwest existieren weiterhin als Marken und tauchen auch auf den Tonträgern auf, haben aber keine eigenständigen Strukturen mehr, weder in der Außendarstellung des Unternehmens noch innerhalb der Warner-Music-Gruppe.